# Michelle Yim
Michelle Yim, de son vrai nom Yim Wai-ling (米雪, née le 2 septembre 1955), également connu sous le nom de Mai Suet (米雪), est une actrice hongkongaise, connue pour son rôle dans la série Moonlight Resonance (en).

## Biographie

### Jeunesse et formation
Yim fait ses études au St. Rose of Lima's College avant d'intégrer la classe d'acteurs de la chaîne TVB. En 1975, elle rejoint la radio Commercial Television (en) (CTV) tout en commençant sa carrière à la télévision. En 1976, elle joue dans la série Legend of the Condor Heroes (en), adaptation d'un célèbre roman de Louis Cha. Pour la première fois, elle interprète le premier rôle féminin avec le personnage de Wong Yung (en). Ce drama la met non seulement sous le feu des projecteurs,
Avec la fermeture de CTV en 1978, Yim est devenue une actrice sans contrat. TVB l'invite à apparaître dans le drama The Twins, qui sera plus tard reconnu comme l'une de ses meilleures séries.

### Carrière: Années 1980 et 1990
Au cours des années 1980, Yim rejoint Rediffusion Television (en) (RTV) (qui deviendra Asia Television (en)) et joue dans plusieurs séries dramatiques connues, telles que The Dynasty, The Radical City, Tai Chi Master (en), Princess Cheung Ping, The Legendary Fok (en) et d'autres, lui valant le titre de « Princesse des dramas wuxia ».
Après la fin de son contrat avec RTV, Yim redevient une actrice sans contrat, ce qui lui permet de travailler plus facilement pour les deux chaînes (TVB et ATV). Cependant, une telle situation est considérée comme rare en raison de l'intense concurrence entre les deux sociétés. Des exemples comme The Legend of Master So (en) et Tiger Hill Trail sont encore très appréciés par les Chinois, en particulier le dernier.
Outre les films et les séries télévisées, elle joue également dans des spectacles. En 1982, elle est invitée par Roman Tam (en) à jouer dans une comédie musicale appelée Madame White Snake, interprétant le rôle du serpent vert. La distribution comprend Roman Tam et Liza Wang.
En 1985, Yim retourne chez ATV et accepte de tourner un certain nombre de feuilletons dramatiques par an dans le cadre de son contrat. La même année, avec Damian Lau, elle joue dans un drama historique, Chronicles of the Shadow Swordsman, adapté d'une œuvre de Liang Yusheng (en). Ils reçoivent par la suite de nombreux éloges et acclamations critiques pour leurs prestations et acquièrent le surnom commun de « Meilleurs couples/tourtereaux à l'écran », puis collaborent de nouveau sur de nombreuses autres séries dramatiques.
En 1990, elle joue dans une autre comédie musicale, Cyrano De Bergerac, avec Adam Cheng, puis signe un contrat avec TVB en 1993, jouant dans un sitcom de plus de 300 épisodes, Mind Our Own Business. Avec le reste de la distribution, elle joue dans une autre comédie musicale (The Flirty Doctor), ainsi que dans I Have a Date with Spring (en) avec Alice Lau.

### Carrières récentes
En 2000, Yim et Damian Lau jouent les parents de Cheung Mo-kei (en) dans le drama de TVB, The Heaven Sword and Dragon Saber (en). Leurs prestations sont bien reçues par la critique, surtout Yim qui, passé 40 ans, est capable d'interpréter l'héroïne de vingt ans. Pour cela, elle gagne le surnom de « Toujours jeune ».
Depuis 2000, elle participe activement à plusieurs émissions, comme des jeux musicaux, de la danse, des jeux télévisés et travaille même pour des chaînes étrangères. Cash Is King (2002) et The Rainbow Connection (2005) en sont de bons exemples. Elle anime également des émissions comme On the Road (en) et Life In Frame (光影流情).
Dans Moonlight Resonance (en) de TVB, elle joue la vilaine deuxième épouse, Yan Hung, qui complote pour que la famille soit séparée. Elle remporte le prix de la meilleure actrice aux TVB Anniversary Awards 2008.
Le 3 décembre 2009, Yim remporte le prix Best Drama Performance by an Actress aux Asian Television Awards 2009 pour son rôle dans Moonlight Resonance.

### Vie privée
Michelle Yim a eu une longue relation de presque 30 ans avec l'ancien footballeur et acteur Wan Chi-keung (en), mort le 16 février 2010.

## Filmographie

### Cinéma
| Année | Titre                                                     | Rôle               |
| ----- | --------------------------------------------------------- | ------------------ |
| 1972  | Four Riders 四騎士                                        |                    |
| 1973  | Black Guide 黑人物                                        |                    |
| 1973  | Le Jeune Tigre 女警察                                     |                    |
| 1974  | Evidence 鐵証                                             |                    |
| 1976  | Thousand Miles Escort 劍霜刃                              |                    |
| 1977  | Ironside 426 四二六                                       |                    |
| 1977  | The 36 Crazy Fists 三十六迷形拳/笑林三十六房              |                    |
| 1977  | Dream of the Red Chamber 金玉良缘紅樓夢                   |                    |
| 1978  | Edge of Fury 黑色家變 / 撈家撈女撈上撈                    |                    |
| 1978  | Ten Tigers of Shaolin 廣東十虎                            |                    |
| 1978  | Funny Kungfu 密十至尊                                     |                    |
| 1978  | Bruce Lee's Fists of Vengeance 大報復                     |                    |
| 1978  | Flying Fox of Snowy Mountain 雪山飛狐                     | Yuen Tze-yi 袁紫衣 |
| 1979  | Fist of Fury 3 截拳鷹爪功                                 |                    |
| 1979  | He Who Never Dies 大命小子                                |                    |
| 1979  | Chilvary of Conspiracy 陸小鳳與西門吹雪                   |                    |
| 1979  | Kung Fu Vs. Yoga 老鼠拉龜                                 |                    |
| 1979  | Twins of Kungfu 痴鳳傻龍/猛龍福星                         |                    |
| 1979  | The Butterfly Murders 蝶變                                |                    |
| 1979  | Crazy Hustlers 懵仔傻妹妙偵探                             |                    |
| 1979  | Jade Swan 玉鳳                                            |                    |
| 1979  | Read Lips 孖寶闖八關                                      |                    |
| 1980  | The Mortal Storm 風塵                                     |                    |
| 1980  | The Final Duel 決戰 / 密樑                                |                    |
| 1980  | The Desperate Trio 爛命一條                               |                    |
| 1980  | The Star, the Rogue, and the Kung Fu Kid 武師,花旦,大流氓 |                    |
| 1980  | We're Going To Eat You 地獄無門                           |                    |
| 1981  | The Mad, Mad, Mad Sailors 大力小水手                      |                    |
| 1981  | The Ambitious Kungfu Girl 紅粉動江湖                      |                    |
| 1981  | The Prohibited Area 阿燦有難                              |                    |
| 1982  | Here Comes The Wolf 狼來了                                |                    |
| 1982  | First Exposure 龍虎雙霸天 / 鐵膽雙龍                      |                    |
| 1984  | The Return of Pom Pom 雙龍出海                            |                    |
| 1984  | And Now, What's Your Name 先生貴姓                        |                    |
| 1984  | Dress Off For Life 一脫求生                               |                    |
| 2003  | Dragon Loaded 2003 龍咁威2003                             |                    |
| 2004  | Moving Targets 2004新紮師兄                               |                    |
| 2004  | When Beckham Met Owen 當碧咸遇上奧雲                      |                    |
| 2005  | Ab-normal Beauty 死亡寫真                                 |                    |
| 2005  | New Born 天地孩兒                                         |                    |
| 2007  | Naraka 19 地獄第19層                                      |                    |
| 2008  | Playboy Cops 花花型警                                     |                    |
| 2011  | Racer Legend                                              |                    |
| 2012  | I Love Hong Kong 2012                                     |                    |
| 2015  | ATM 提款機                                                |                    |
| 2016  | A Wishing Tree                                            |                    |
| 2018  | Forever Young 無問西東                                    |                    |

### Télévision
| Année     | Titre                                             | Rôle                               | Chaîne    | Prix | Notes            |
| --------- | ------------------------------------------------- | ---------------------------------- | --------- | --- | ---------------- |
| 1975      | Ups and Downs 樓上樓下                            |                                    | CTV (en)  | |                  |
| 1976      | Saga of Sui & Tang Dynasty 隋唐風雲               |                                    | CTV       | |                  |
| 1976      | Legend of the Condor Heroes 射雕英雄傳            | Wong Yung (en)                     | CTV       | |                  |
| 1976      | The Return of the Condor Heroes 神雕俠侶          | Wong Yung                          | CTV       | |                  |
| 1976      | Heroes From Guangdong 廣東好漢                    |                                    | CTV       | |                  |
| 1976      | Blindness 雌雄金剛之盲禍                          |                                    | CTV       | |                  |
| 1977      | Small vs Big 細魚食大魚                           |                                    | CTV       | |                  |
| 1977      | Side Story of the Pugilistic World 武林外史       |                                    | CTV       | |                  |
| 1977      | Yee Pik Wan Tin 義薄雲天                          |                                    | CTV       | |                  |
| 1977      | Dream of the Red Chamber 紅樓夢                   |                                    | CTV       | |                  |
| 1978      | Love Affairs 名流情史                             |                                    | CTV       | |                  |
| 1978      | The Wind and Thunderous Saber 風雷第一刀          |                                    | CTV       | |                  |
| 1979      | The Twins 絕代雙驕                                | So Ying                            | TVB       | |                  |
| 1980      | On The Waterfront 湖海争霸录                      |                                    | RTV (en)  | |                  |
| 1980      | The Dynasty 大内群英                              |                                    | RTV       | |                  |
| 1980      | Fatherland (II) - Radical City 大地恩情之古都惊雷 |                                    | RTV       | |                  |
| 1980      | Tai Chi Master 太極張三豐                         | To Choi-yi                         | RTV       | |                  |
| 1981      | The Coma 大昏迷                                   |                                    | RTV       | |                  |
| 1981      | Princess Cheung Ping 武俠帝女花                   |                                    | RTV       | |                  |
| 1981      | The Legendary Fok 大俠霍元甲                      | Chiu Sin-nam                       | RTV       | |                  |
| 1982      | Hong Kong'82 香港82                               |                                    | TVB       | |                  |
| 1982      | The Legend of Master So 蘇乞兒                    | Siu Ling                           | TVB       | |                  |
| 1983      | Tiger Hill Trail 再向虎山行                       |                                    | ATV (en)  | |                  |
| 1983      | Heroes From Zhujiang 珠江群龍                     |                                    | ATV       | |                  |
| 1984      | The Undercover Agents 四大名捕                    |                                    | ATV       | |                  |
| 1984      | Below The Lion Rock 獅子山下之落雨擔遮            |                                    | RTHK      | |                  |
| 1984      | Miracle of the Orient I 香江歲月1                 |                                    | RTHK      | |                  |
| 1985      | Chronicles of the Shadow Swordsman 萍蹤俠影錄     | Wan Lui 雲蕾                       | ATV       | | 1er rôle féminin |
| 1985      | Romance of the Maples Leaves 楓葉盟               | Chin Wen Fung 秦文鳳               | TTV       | |                  |
| 1985      | The Legendary Prime Minister – Zhuge Liang 諸葛亮 | Siu-kiu                            | ATV       | |                  |
| 1985      | Chor Lau-heung 楚留香新傳                         | Su Rongrong/Su Mangmang            | CTV       | |                  |
| 1986      | Rise of the Great Wall 秦始皇                     | Suet-ying                          | ATV       | |                  |
| 1986      | The Royal Sword 金劍神傳                          |                                    |           | |                  |
| 1986      | Lady C.I.D 柔情點三八                             |                                    | ATV       | |                  |
| 1987      | Laugh In The Sleeves 啼笑姻緣                     |                                    | ATV       | |                  |
| 1988      | Mai Wan 迷魂                                      |                                    | ATV       | |                  |
| 1988      | The Formidable Lady From Shaolin 少林與詠春       | Yim Wing-chun                      | TVB       | |                  |
| 1988      | Law and Order 法網柔情                            |                                    | ATV       | |                  |
| 1988      | Hung Ling 凶靈                                    |                                    | ATV       | |                  |
| 1988      | Storm In October 十月風暴                         |                                    | ATV       | |                  |
| 1988      | August Scent 八月桂花香                           |                                    | TTV       | |                  |
| 1989      | Lady Enforcer 皇家儷人                            |                                    | ATV       | |                  |
| 1990      | Heaven's Retribution 還看今朝                     | Shum Suet-ying                     | ATV       | |                  |
| 1990      | Bloodshed Over the Forbidden City 血染紫禁城      | Cixi                               | ATV       | |                  |
| 1990      | Last Song for Killer 殺手輓歌                     |                                    | ATV       | |                  |
| 1991      | The Good Fella From Temple Street 廟街豪情        | Cheung Wai-tak                     | ATV       | |                  |
| 1991      | Legend of A Beauty 一代天驕                       |                                    | SBC (en)  | |                  |
| 1992      | Queen of the Opera 香港傳奇人物之天之嬌女         |                                    | ATV       | |                  |
| 1992      | Casanova In China 伯虎为卿狂                      | Mui Lan-sin                        | ATV       | |                  |
| 1992      | AIDS Carrier 性本善之帶菌者                       |                                    | RTHK      | |                  |
| 1992      | Return To The Truth 還我今生                      | Lam Suk-han                        | ATV       | |                  |
| 1992      | Mythical Crane and Magical Needle 92 仙鶴神針     | Lam Chui-dip                       | ATV       | |                  |
| 1993      | CYC Family CYC家族                                |                                    |           | |                  |
| 1993      | Mind Our Own Business 開心華之里                  | Ching Yu-chu                       | TVB       | |                  |
| 1995      | Down Memory Lane 萬里長情                         | Yuen Sau-lan                       | TVB       | |                  |
| 1995      | Justice Pao 包青天之滄海月明珠有淚                | Ngok Ming-chu                      | ATV       | |                  |
| 1996      | Justice Pao 包青天之忘情酒坊                      | To Sap-sam                         | TVB       | | 1er rôle féminin |
| 1996      | King of Gambler 千王之王重出江湖                  | Sam Siu-chun                       | ATV       | |                  |
| 1996      | Miracle of the Orient II 香江歲月II               |                                    | RTHK      | |                  |
| 1997      | The Snow is Red 雪花神劍                          | Nip Mei-neung                      | ATV       | |                  |
| 1998      | King Fei Kau Leung Chu Sam Kok 警匪較量珠三角     |                                    |           | |                  |
| 2000      | Bond of Friendship 人間友情                       |                                    | HVD       | | 1er rôle féminin |
| 2001      | Reaching Out 美麗人生                             | Chan Kiu                           | TVB       | |                  |
| 2001      | The Heaven Sword & The Dragon Sabre               | Yan So-so                          | TVB       | | Rôle secondaire  |
| 2002      | Cash is King 勝券在握                             | Leung Bing-bing                    | SPH (en)  | |                  |
| 2004      | Venture Against Time 子是故人來                   | Sing Mei-kuen                      | ATV       | |                  |
| 2005      | The Academy                                       | Chan Yin-Ting                      | TVB       | | Rôle secondaire  |
| 2005      | The Rainbow Connection 舞出彩虹                   | Ching Rui-suet                     | MediaCorp | | 3e rôle féminin  |
| 2005      | The Gentle Crackdown 秀才遇著兵                   | Gam Ying                           | TVB       | Nommée au TVB Anniversary Award de la meilleure actrice secondaire (Top 5) | 2e rôle féminin  |
| 2005      | Into Thin Air 人間蒸發                            | Kong Lai-ping                      | TVB       | | Rôle secondaire  |
| 2007      | The Brink of Law 突圍行動                         | Sung Gam-chi                       | TVB       | Nommée au TVB Anniversary Award de la meilleure actrice (Top 20) Nommée au Astor Wah Lai Toi Award du meilleur vilain | 4e rôle féminin  |
| 2007      | Heart of Greed 溏心風暴                           | Ling Lei 凌莉                      | TVB       | Nommée au TVB Anniversary Award du personnage féminin préférée (Top 24) |                  |
| 2007      | On the First Beat 學警出更                        | Chan Yin-ting 陳燕婷               | TVB       | | Rôle secondaire  |
| 2007      | ICAC Investigators 2007 廉政行動2007              | Lei Yuet-kuen 李月娟               | TVB       | | 1er rôle féminin |
| 2008      | Moonlight Resonance 溏心風暴之家好月圓            | Yan Hung 殷紅                      | TVB       | TVB Anniversary Award de la meilleure actrice Asian Television Award 2009 de la meilleure actrice Guangzhou TV Awards 2009 de la meilleure actrices |                  |
| 2008      | Love Tribulations 鎖清秋                          | Yin Shi-hong 殷惜紅                | GZBN (en) | | 3e rôle féminin  |
| 2009      | Beyond the Realm of Conscience 宮心計             | Chung Suet-ha 鍾雪霞               | TVB       | Nommée au TVB Anniversary Award de la meilleure actrice dans un rôle secondaire (Top 5) | 3e rôle féminin  |
| 2009      | The Great Handmaiden 大丫鬟                       | Liang Yu-yu 梁玉茹                 | HNETV     | | 3e rôle féminin  |
| 2010      | The Season of Fate 五味人生                       | Wang Yeuk-lam 汪若嵐               | TVB       | Nommée au TVB Anniversary Award de la meilleure actrice (Top 15) Nommée au My AOD Favourite Award de la meilleure actrice (Top 12) | 2e rôle féminin  |
| 2010      | Beauty Knows No Pain 女人最痛                     | Wong Hoi-king, Noble 汪海鯨        | TVB       | | 1er rôle féminin |
| 2010-2011 | Show Me the Happy 依家有喜                        | Chai Chuen, Anna 齊荃              | TVB       | | 1er rôle féminin |
| 2012      | The Bride with White Hair                         | Ling Muhua                         | HSTV (en) | | rôle secondaire  |
| 2012      | The Confidant 大太監                              | Cixi 慈禧太后                      | TVB       | Nommée au TVB Anniversary Award de la meilleure actrice (Top 5) Nommée au TVB Anniversary Award du personnage féminin préférée (Top 5) Nommée au My AOD Favourite Award de la meilleure actrice (Top 12) Nommée au My AOD Favourite Award du meilleure personnage de télévision | 1er rôle féminin |
| 2012      | Palace II 宮鎖珠簾                                | la mère de la concubine Yun 雲嬪母 | HBS       | |                  |
| 2012      | Xuan-Yuan Sword: Scar of Sky                      | Nuwa                               |           | |                  |
| 2013      | Earth God and Earth Grandmother                   |                                    |           | |                  |
| 2013      | Triumph in the Skies II                           | Manna                              | TVB       | | Guest Star       |
| 2013-2014 | Coffee Cat Mama                                   | Marcia Ma                          | TVB       | | 1er rôle féminin |
| 2015      | Young Charioteers                                 | Vivian Lee                         | TVB       | |                  |
| 2015      | Limelight Years                                   | Ming Ha                            | TVB       | | - Guest Star     |
| 2017      | Tiger Mom Blues                                   | Grand-mère                         | TVB       | |                  |
| 2017      | My Dearly Sinful Mind                             | Yuen Lai Seung                     | TVB       | | Guest Star       |
| 2017      | Heart and Greed 溏心風暴3                         | 余秀慧                             | TVB       | |                  |
| 2018      | Deep in the Realm of Conscience 宫心計2: 深宫計   | Impératrice Dowager Wei 韋皇后     | TVB       | | - caméo          |
| 2019      | How Are You? 好世谋謀                             | Xie Xiangyi 謝香怡                 | MediaCorp | | - caméo          |
| 2020      | Forensic Heroes IV                                | Long Ying-suet 龍映雪              | TVB       | | - caméo          |

## Comédies musicales
| Année | Titre                                | Notes      |
| ----- | ------------------------------------ | ---------- |
| 1982  | Madame White Snake 白蛇傳            |            |
| 1990  | Cyrano De Bergerac 美人如玉劍如虹    |            |
| 1992  | Tin Nui San Wah 天女散華             |            |
| 1995  | The Flirty Doctor 風流醫生手尾長     |            |
| 1995  | My Date With Spring 我和春天有個約會 |            |
| 1996  | Hu Du Men 虎度門                     |            |
| 2001  | The Butterfly Lovers 梁祝            | guest star |